# The Black Light Bacchanalia
The Black Light Bacchanalia è il dodicesimo album della band heavy metal Virgin Steele, pubblicato durante il mese di ottobre 2010 dall'etichetta discografica SPV/Steamhammer. L'album segue a livello di testi il concept del precedente lavoro Visions of Eden (The Lilith Project - A Barbaric Romantic Movie of the Mind) riarrangiandone i contenuti in un contesto differente.

## Tracce
1. By the Hammer of Zeus (And the Wrecking Ball of Thor) - 8:05
2. Pagan Heart - 6:19
3. The Bread of Wickedness - 3:11
4. In a Dream of Fire - 5:57
5. Nepenthe (I Live Tomorrow) - 5:20
6. The Orpheus Taboo - 7:43
7. To Crown Them with Halos (Parts 1 & 2) - 11:16
8. The Black Light Bacchanalia (The Age That Is to Come) - 7:19
9. The Torture's of the Damned - 3:00
10. Necropolis (He Answers Them with Death) - 9:08
11. Eternal Regret - 8:58

Tracce bonus edizione digipak:
1. When I'm Silent (The Wind Of Voices) - 6:00
2. Silent Sorrow - 4:24
3. From a Whisper to a Scream (The Spoken Biography) - 30:42

- Tutti i testi e le musiche di David DeFeis

## Formazione
- David DeFeis - voce, tastiere, orchestrazioni, effetti, basso, percussioni
- Edward Pursino - chitarra 6 corde
- Joshua Block - chitarra 7 corde
- Frank Gilchriest - batteria